# Prémio Fresenius
O Prémio Fresenius (em alemão:  Fresenius-Preis) é um prémio de química analítica, criado em 1961 pela Sociedade Alemã de Química (em alemão:  Gesellschaft Deutscher Chemiker (GDCh)).
O prémio foi criado em homenagem a Carl Remigius Fresenius (1818-1897).

## Laureados[1]
- 1962 Wilhelm Geilmann, Mainz
- 1966 Peter Dickens, Huckingen, Egon Stahl, Saarbrücken
- 1970 Walter Koch, Hamborn
- 1972 Gerhard Hesse, Erlangen-Nürnberg, Erwin Lehrer, Ludwigshafen
- 1975 Hermann Kienitz, Ludwigshafen
- 1979 Hans Ulrich Bergmeyer, Tutzing
- 1982 Günther Tölg, Schwäbisch Gmünd
- 1985 Kurt Laqua, Dortmund
- 1987 Lutz Rohrschneider, Marl
- 1989 Klaus Doerffel, Leuna-Merseburg
- 1990 Karlheinz Ballschmiter, Ulm
- 1991 Josef F. K. Huber, Viena/Áustria
- 1992 Heinrich Kriegsmann, Berlim
- 1994 Ernst Bayer, Tübingen
- 1996 Helmut Günzler, Weinheim
- 1998 Gerhard Werner, Leipzig
- 2000 Reinhard Nießner, Munique
- 2001 Matthias Mann, Odense/Dinamarca
- 2002 Andreas Manz, London/Inglaterra
- 2003 Franz Hillenkamp, Münster e Michael Karas, Frankfurt/Main (hälftig)
- 2005 Adam Heller, Austin/USA
- 2007 Detlef Günther, Zurique/Suíça
- 2009 Uwe Karst, Münster e Ulrich Panne, Berlin
- 2011 Christian Huber, Salzburgo/Áustria
- 2013 Torsten C. Schmidt, Duisburg-Essen
- 2015 Renato Zenobi, Zurique
- 2017 Bernhard Spengler, Gießen